# Giuseppe Signorini

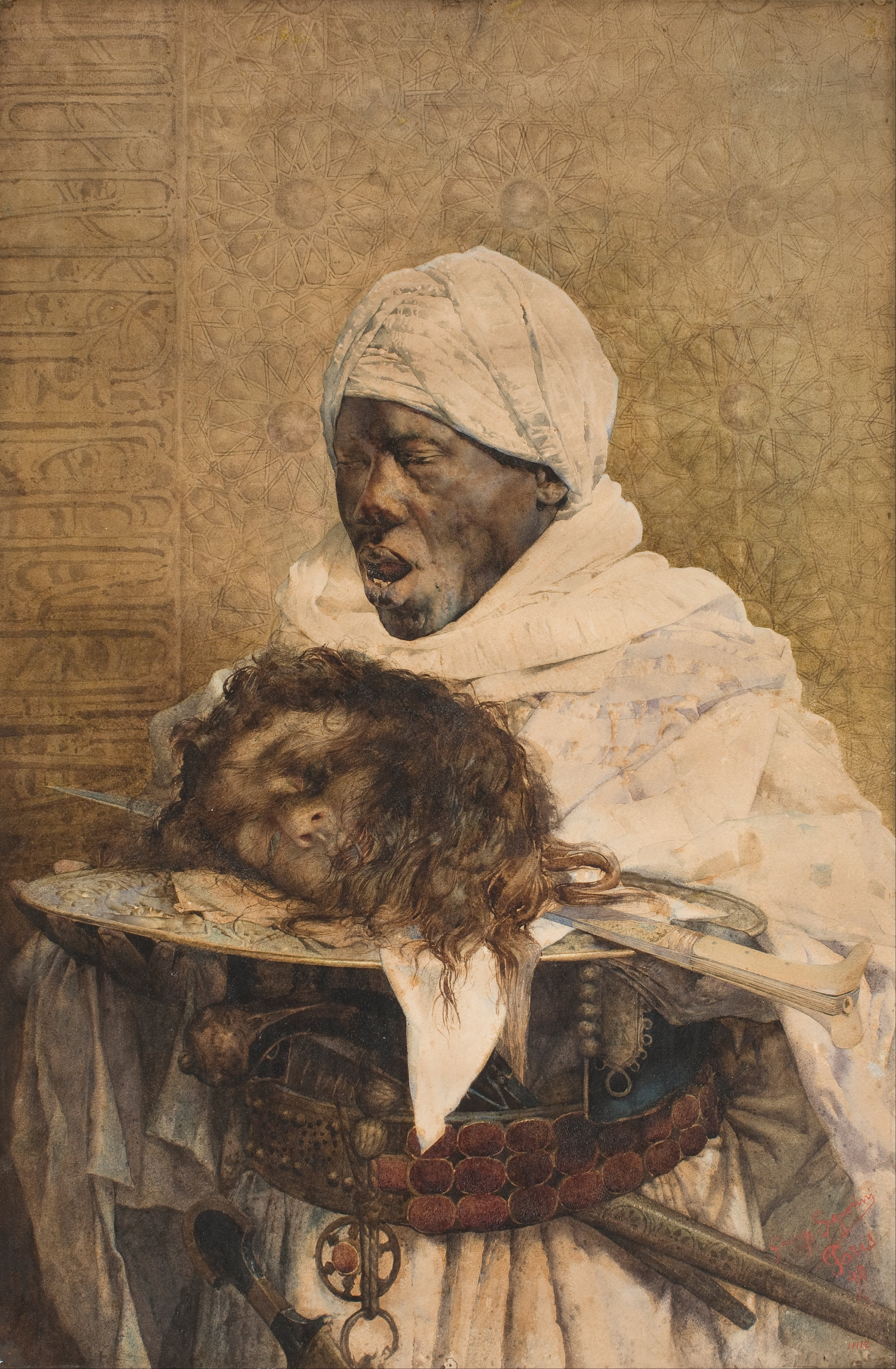
"La justícia al Marroc" de Giuseppe Signorini al Museu Nacional d'Art de Catalunya a Barcelona

Giuseppe Signorini (Roma, 1857 - Roma, 23 de desembre de 1932) va ser un pintor i aquarel·lista italià, principalment de temes orientalistes.

## Biografia
Nascut a Roma, va estudiar en aquesta ciutat, a l'Acadèmia de Sant Lluc, i després fou alumne d'Aurelio Tiratelli. Tiratelli el va posar en contacte amb els artistes més destacats del moment. Signorini va viatjar amb certa freqüència a les exposicions del saló de París, i va ser influenciat pels estils i temes orientalistes expressats per pintors com Marià Fortuny, Ernest Meissonier, i Jean-Léon Gérôme. També va viatjar sovint al Magrib a la recerca d'inspiració, i va desenvolupar una important col·lecció d'art islàmic i tèxtils. També va pintar retrats en abillament vestit. Va cursar estudis a París i Roma. Les seves obres es troben actualment a museus i galeries de tot el món, com Bremen, Hamburg, Sant Petersburg, París, Nova York, Madrid i Barcelona.

## Reconeixements
El 1900, a l'Exposició Universal, va rebre la Medalla de Bronze, i el 1913, va guanyar el Grand Prix, amb l'aquarel·la La mercante di frutta.